# Loretokapelle (Leibstadt)

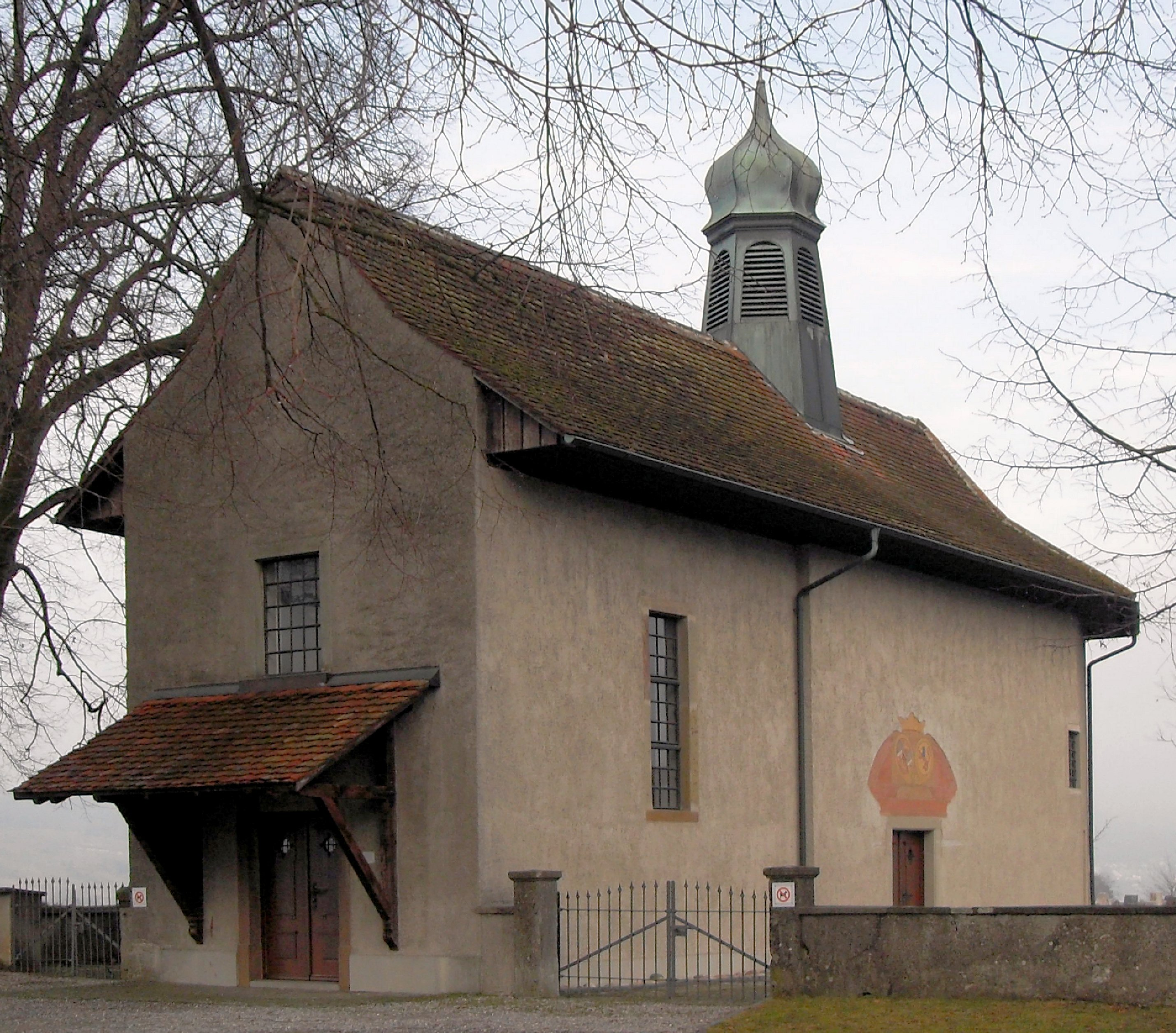
Die Loretokapelle Bernau bei Leibstadt, Aargau

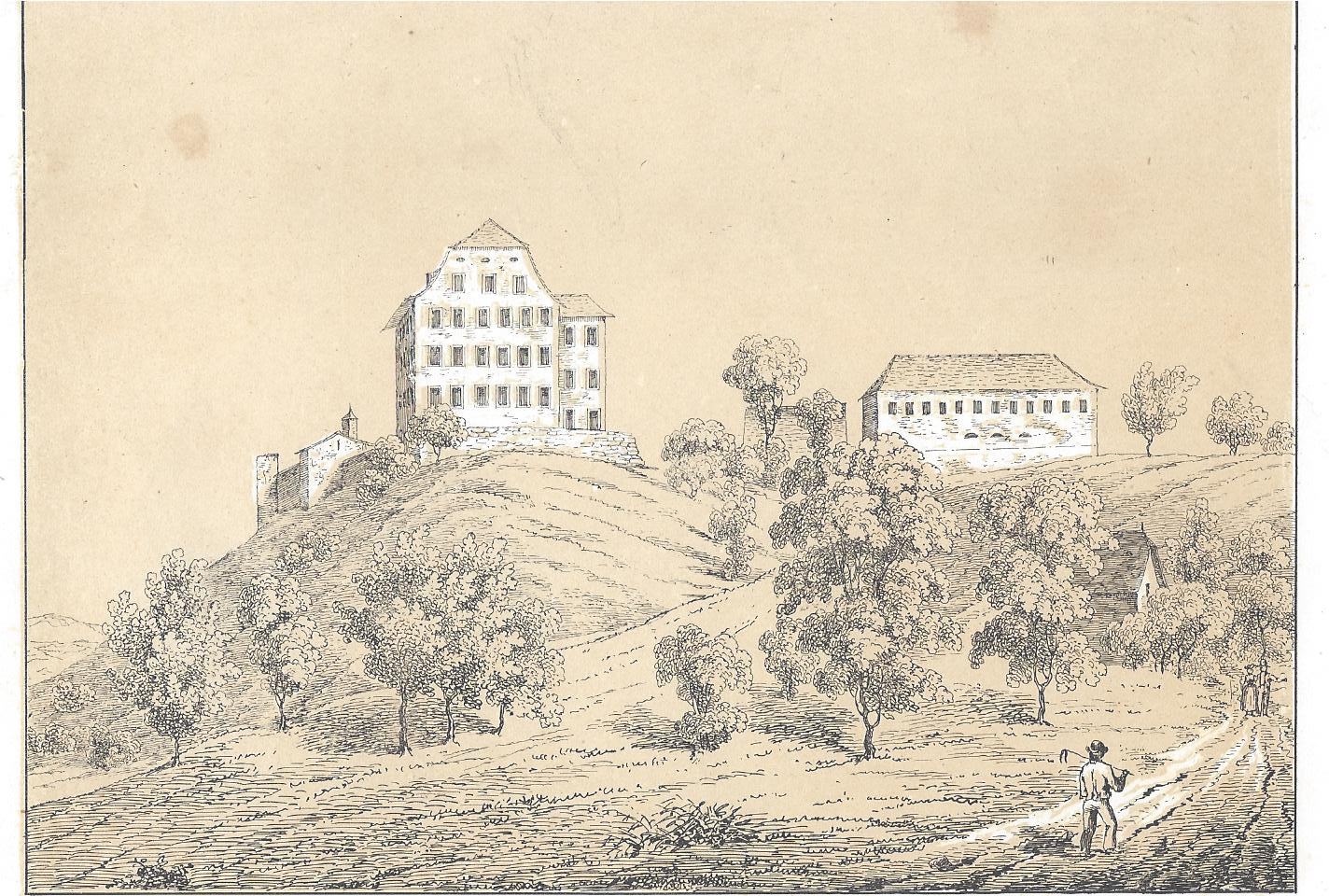
Schloss Bernau im Aargau, Federlithografie um 1840

Die Loretokapelle im Ortsteil Bernau von Leibstadt im Kanton Aargau ist eine typologisch und historisch interessante Nachbildung der Casa santa (Heiliges Haus) im italienischen Wallfahrtsort Loreto aus dem Jahr 1672. Loretokapellen finden sich in vielen europäischen Ländern.
Seit dem 13. Dezember 1963 steht die Kapelle nach einem Beschluss des Aargauischen Regierungsrates unter Denkmalschutz.

## Ausstattung
Die Bernauer Loretokapelle besteht im Ganzen aus zwei kleinen Kapellenräumen unter einem Dach. Die eigentliche etwa 36 m² grosse Loretokapelle (Normmasse: Länge 9,25 m, Breite 4,1 m und Höhe 5 m) befindet sich im Osten. Sie wurde am 29. Oktober 1676 vom exilierten Basler Weihbischof und Titularbischof von Chrysopolis Kaspar Schnorf der Gottesmutter Maria geweiht. Im Westen grenzt die durch einen vergitterten Durchgang angeschlossener Vorraum an. Er wurde als Kapelle der 1846 abgegangenen Schloss Bernau genutzt. Die hochbarocke Einrichtung im Knorpelwerk der beiden Kapellenräume ist in grossen Teilen bauzeitlich und wird durch hochwertige barocke Epitaphe und Bildnisse der in der Gruft bestatteten Mitglieder der Familie Roll von Bernau aus der Urner Linie bereichert. Der Hochaltar mit dem Gnadenbild ist durch eine Schranke mit aufgesetztem hölzernem Gitter und darauf sitzenden Engeln vom Chor abgetrennt. Das Gnadenbild wurde von der Familie von Roll im 18. Jahrhundert der Kirche im gegenüberliegenden deutschen Dogern vermacht und wurde deshalb bei der letzten Renovation durch eine kleinere Fassung ersetzt. Die Wände der Kapelle und das Tonnengewölbe wurden mit dem für Loretokapellen typischen Backsteinmuster und dem Sternenhimmel bemalt. Der ehemalige Eingang an der Nordwand ist nach Süden versetzt. Er dient heute innenseitig als Nische für eine Skulpturengruppe mit Maria, Jesus und Josef. Zu dem in Loretokapellen singulärem Engelsfenster über dem Altar wurden in späterer Zeit zwei seitliche Fenster in Altarhöhe eingebaut. Bauzeitlich ist eine schlichte offene unterteilte Sakramentsnische.
Ein mit einer schweren Gittertür versehener Durchgang führt in die eigentliche Schlosskapelle. Auch sie enthält zwei bauzeitliche Seitenaltäre im Knorpelwerkstil. Eine leere Altarnische enthält eine neuzeitliche Messingtafel mit dem Stammbaum der Familie von Roll. Den Raum erhellen zwei rechteckige Fenster. Ein separater Eingang nach Westen in Richtung Schloss stammt ebenfalls aus späterer Zeit. In beiden Räumen befinden sich mehrere barocke Epitaphe der Familie von Roll von Bernau sowie die Porträts des letzten Schlossherren Karl Josef Antonius Sylverius Aloysius von Roll zu Bernau und seiner Ehefrau.

## Lokale Fama
Die lokale Fama behauptet der kinderlose Erbauer von Schloss Bernau Franz Ludwig von Roll (1622–1695) habe die Kapelle in der Hoffnung auf einen Stammhalter errichten lassen. Nach daraufhin einsetzendem reichem Kindersegen habe er gelobt, eine Kirche zu bauen, wenn dieser ende. Ein Blick auf die Stammtafel mit mehreren Geburten vor 1672 widerlegt die Fama.

## Zeit- und kunstgeschichtliche Einordnung
Traditionell wird die Loretokapelle Bernau als kombinierte Schlosskapelle und Grablege der Familie von Roll angesehen. Diese Funktionen ergeben sich aber nicht zwingend aus der Bauweise und der Lage östlich des eigentlichen Schlossareals. Auch eine Funktion als Wallfahrtskirche wie in den regionalen Loretokapellen auf dem Achenberg oder in Stühlingen ist nicht belegt. Die Kapelle liegt östlich des Schlosses jenseits des Schlossgrabens. Der vermauerte bauzeitliche Haupteingang liegt rheinseitig, er wurde Mitte des 18. Jahrhunderts auf die dem Schloss zugewandte Seite verlegt und mit dem Allianzwappen derer von Bernau und von Reinach versehen. Die Nutzung der Kapelle als Grablege der Familie setzte erst 1686 ein. Als erstes Mitglied wurde das am 13. Juli 1686 geborene und bereits am 18. Oktober 1686 verstorbene Enkelkind Katharina der Maria Agnes in der Kapelle beigesetzt.
Von grosser Bedeutung erscheint das Gründungsjahr 1672 zu dessen Beginn der Holländische Krieg einsetzte. Da 1415 der Bergfried von Burg Bernau die Grenze zwischen dem von den Eidgenossen annektierten Aargau und dem Österreichischen Fricktal markierte, lag das 1646 bezogene Schloss genau auf der Grenzlinie und stand somit auch unter dem Schutz der Eidgenossenschaft. Franz Ludwig von Roll selbst stand im Dienst des Kaisers und wurde am 24. Januar 1690 in den Reichsfreiherrenstand mit dem Prädikat »von Bernau« erhoben. Verehelicht war er mit Maria Agnes von Schönau-Oeschgen der Tochter des Österreichischen Statthalters der Waldstädte Marx Jakob von Schönau-Oeschgen. Seit 1634 flohen die Bewohner der rechtsrheinischen Stadt Waldshut bei Einfällen der Schweden und Franzosen in eine Hüttenstadt, die linksrheinisch bei Full hinter dem Gasthof Goldenes Kreuz auf eidgenössischen Territorium lag.
Die ebenfalls der Waldshuter Stadtpatronin Maria geweihte Loretokapelle dürfte die spirituelle und seelsorgerische Betreuung der Flüchtlinge erleichtert haben. Maria Agnes von Schönau, über deren Geistesreichtum 1647 der Florentiner Geograf Giovanni Battista Nicolosi spottete, war eine fromme und der Kirche zugetane Dame, die 1654 aus ihrem eigenen Vermögen den grössten Betrag für das Waldshuter Kapuzinerkloster gespendet hatte. Ihren rechtsrheinischen Bindungen und einem drohenden Einfall der Franzosen wird man daher die Initiative zum Kapellenbau zuschreiben dürfen.
Ein interessanter Bezug ergibt sich durch den Vergleich der architektonischen Details der Schlosskapelle mit den von Probus Heine angefertigten Plänen für das Kapuzinerkloster Waldshut. Die Proportionen, der Dachaufbau, die Tür- und Nischenfassungen sowie die rechteckigen Fenster sind so eng an die eigenwillige Kapuzinerarchitektur angelehnt, dass die Planung einem Fabricíarius der Kapuziner, wenn nicht gar Probus Heine selbst, zugeschrieben werden kann. Auftragsentwürfe durch Kapuzinerfabriciarii für die Donatoren ihrer Klöster waren im 17. Jahrhundert geläufige Praxis. Die Altäre gleichen im Stil und Aufbau der Inneneinrichtung der Waldshuter Gottesackerkapelle. Sie dürften daher dem überregional erfolgreichen Waldshuter Altarbauer Johann Christoph Feinlein und seinen zuarbeitenden Handwerksbetrieben zuzuschreiben sein.

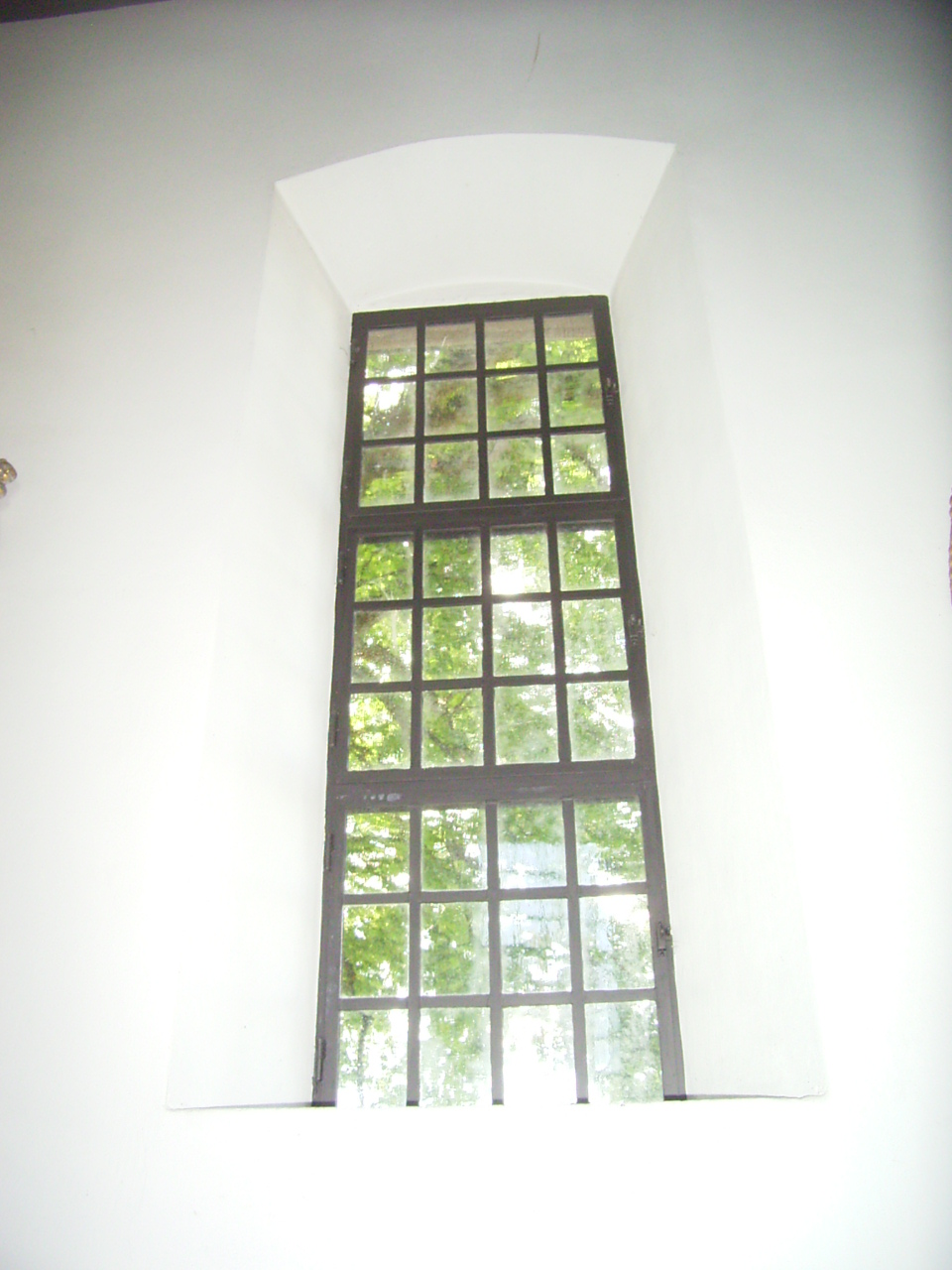
Loretokapelle Leibstadt, Fenster mit überputzter unterer Facette
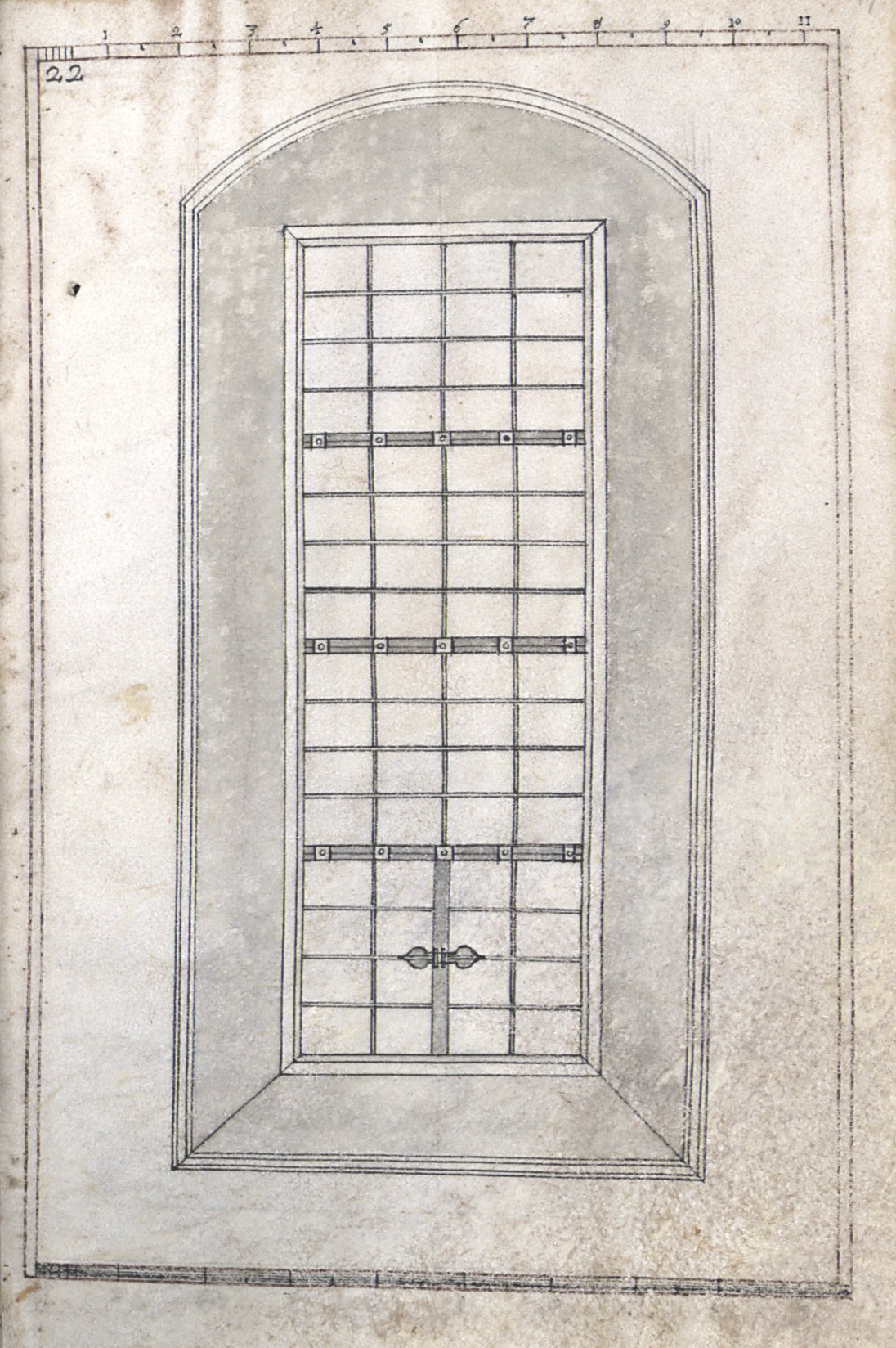
Probus Heine Fensterentwurf
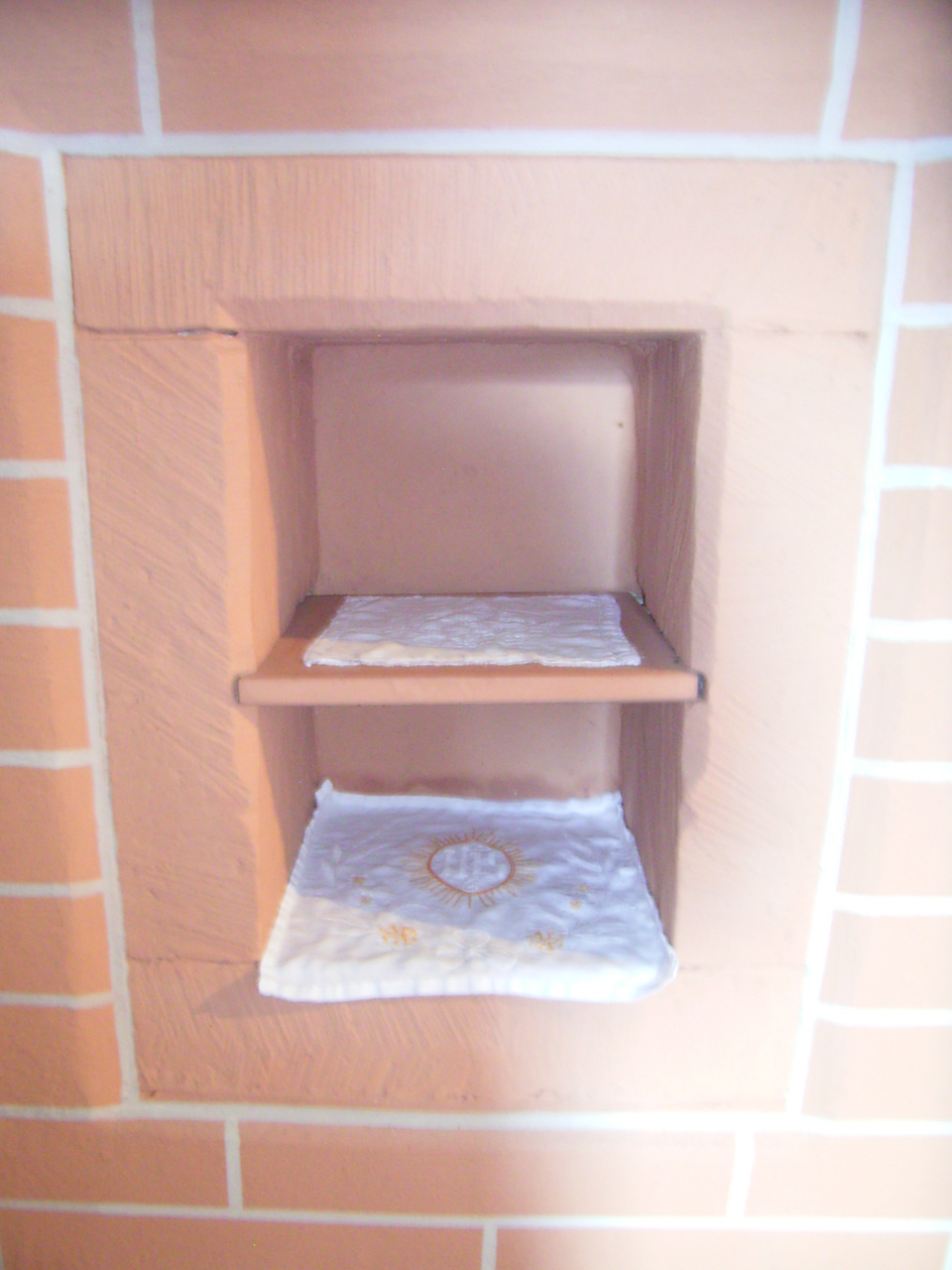
Loretokapelle Leibstadt, Sakramentsnische
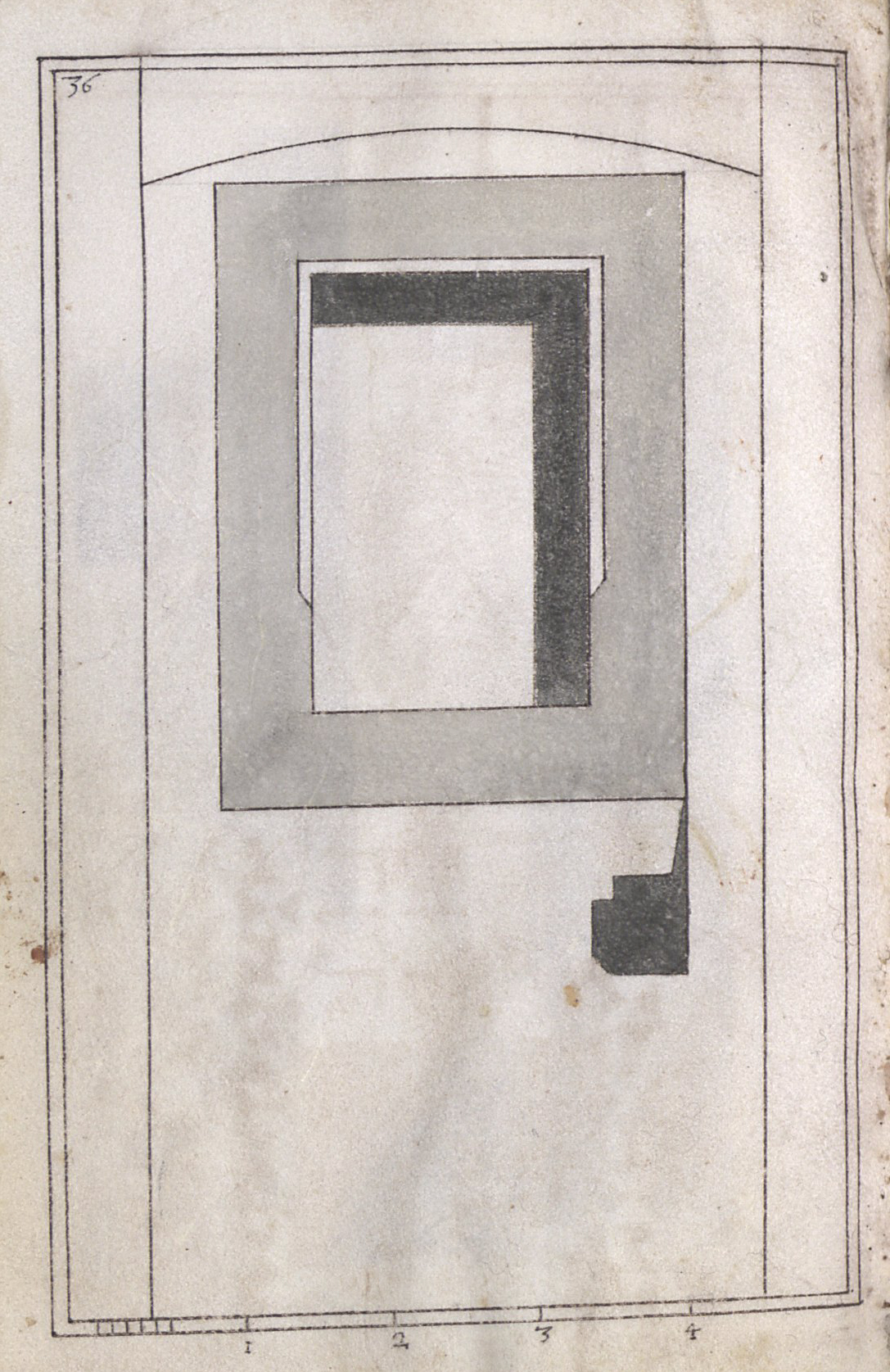
Probus Heine Entwurf Fensterlaibung
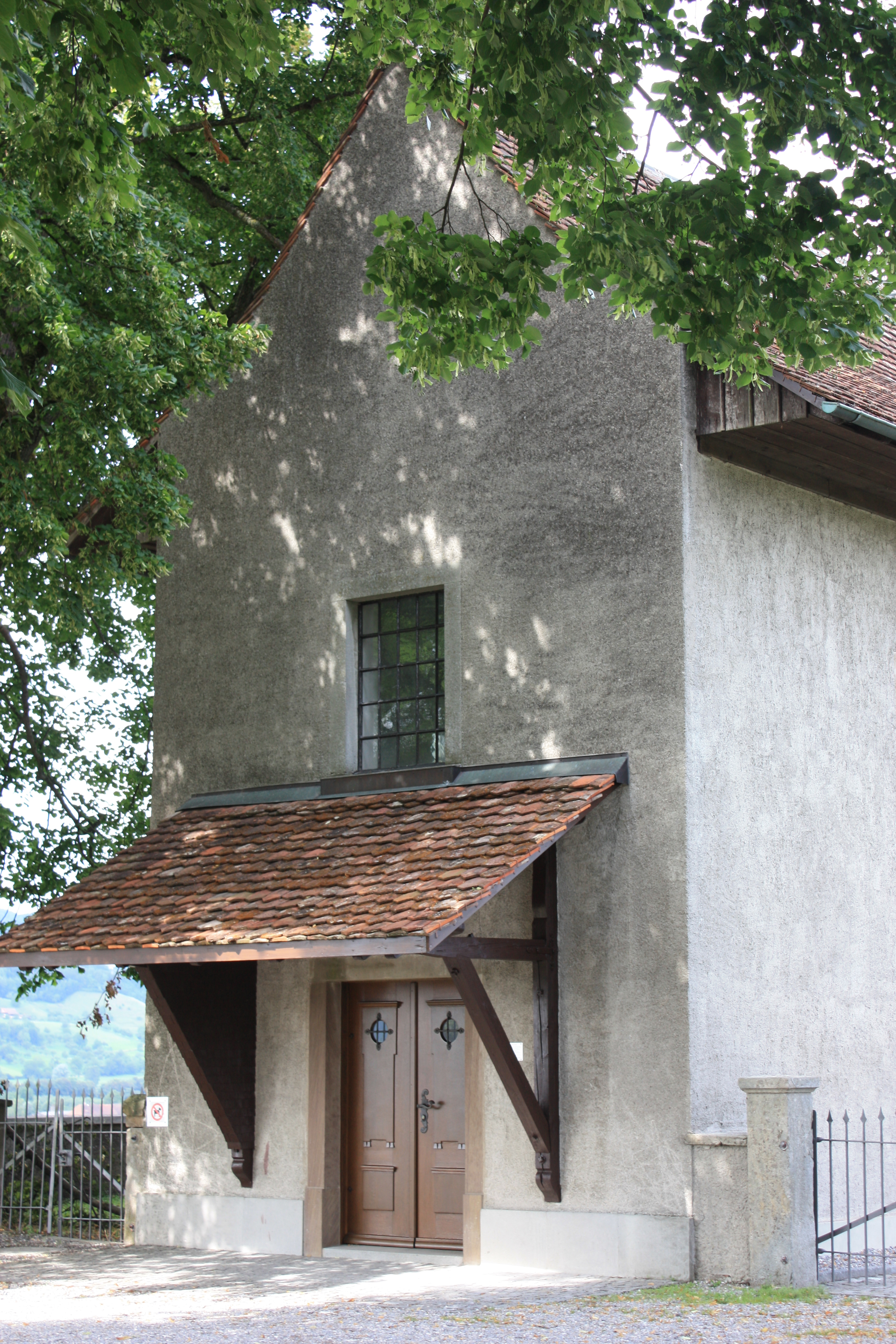
Loretokapelle Leibstadt, Westfassade
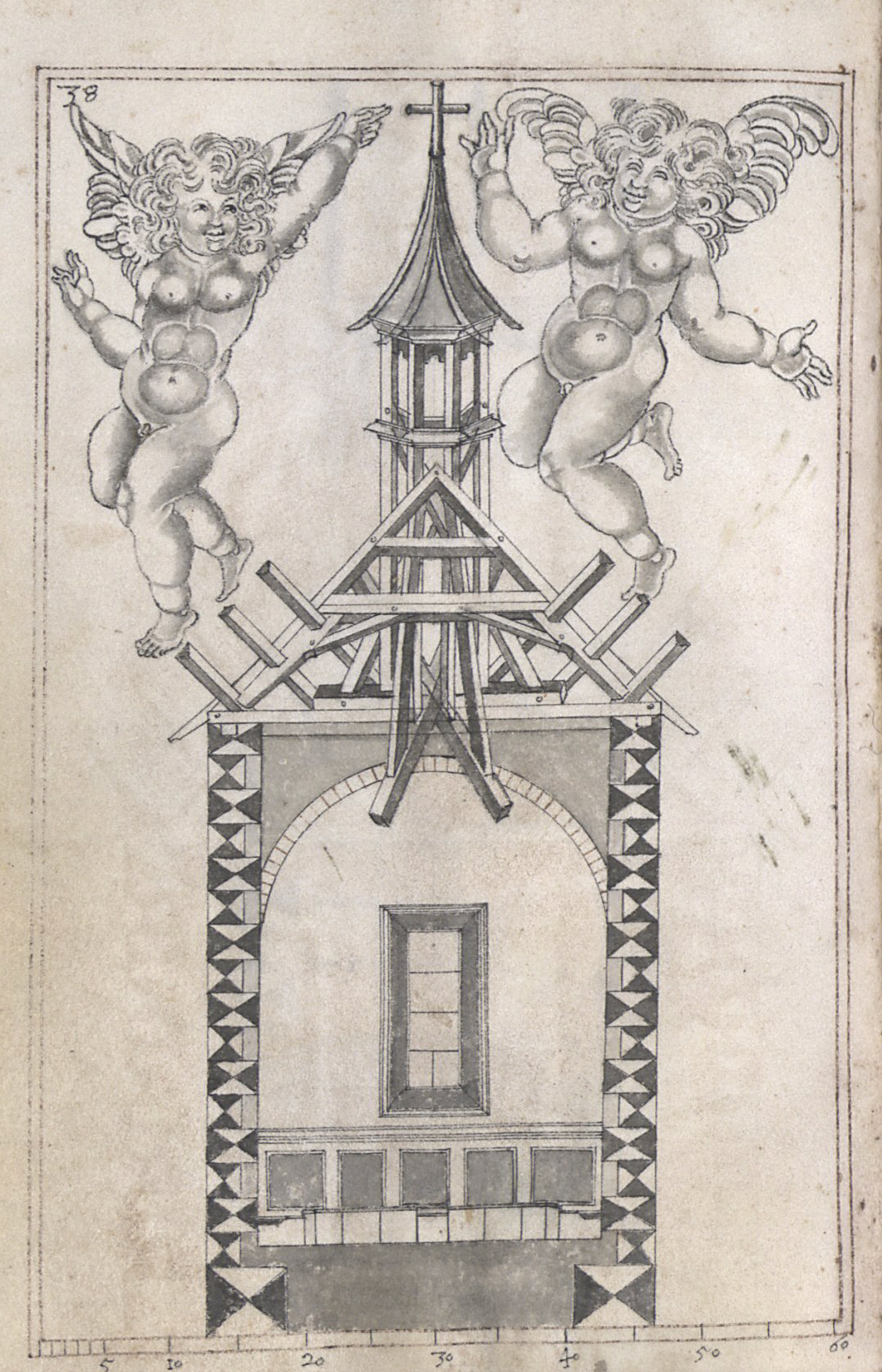
Probus Heine Entwurf für einen Chorabschlusses

## Spätere Nutzung
Ende des 18. Jahrhunderts misslang dem letzten Freiherren Karl Josef Antonius Sylverius Aloisius von Roll zu Bernau der Einstieg in die industrielle Kleider- und Kurzwarenfertigung. Innerhalb des Konkursverfahrens wurden Schloss Bernau und die Kapelle versteigert. Das zu Wohnungen umgebaute Schloss brannte 1847 bis auf die Grundmauern ab. Die Gemeinde Leibstadt konnte die Kapelle und den umliegenden Grund erwerben und richtete 1859 einen Friedhof auf dem Gelände ein.

## Restaurierungen
Erst in den 1950er Jahren wurde der kunstgeschichtliche Wert der Kapelle erkannt. Eine erste Renovierung mit neuzeitlichen Materialien erfolgte 1955/56. Eine materialgerechte erneute Restaurierung erfolgte 1987/88 mit Mitteln der Gemeinde Leibstadt und der Stiftung „Pro Leibstadt“.

## Fussnoten
1. ↑  Vgl. Abschnitt Geschichte auf der Online-Seite der Gemeinde Leibstadt Archivierte Kopie (Memento des Originals vom 14. Juli 2014 im Internet Archive)  Info: Der Archivlink wurde automatisch eingesetzt und noch nicht geprüft. Bitte prüfe Original- und Archivlink gemäß Anleitung und entferne dann diesen Hinweis.
2. ↑  Robert Hilgers (Hrsg.): Giovan Battista Nicolosi: Brief vom 29. Januar 1646, in: Die Deutschlandreise, (Schäuble), Rheinfelden, 1977.
3. ↑  Vgl. Romualdus Stockacensis: Monasterium Waldishuttanum. In: Historia provinciae anterioris Austriae fratrum minorum capucinorum. Andreas Stadler, Kempten 1747, S. 236f.
4. ↑   Vgl. Walther Hümmerich: Ordensbaumeister und Profanbauten, in: Kapuzinerarchitektur in den Rheinischen Ordensprovinzen. Selbstverlag der Gesellschaft für Mittelrheinische Kirchengeschichte, Mainz 1987, S. 99.

Koordinaten: 47° 35′ 45,5″ N, 8° 10′ 20,5″ O; CH1903: 655186 / 271956